# Kanton Dampierre
Der Kanton Dampierre war bis 2015 ein französischer Wahlkreis im Département Jura und in der damaligen Region Franche-Comté. Er umfasste 14 Gemeinden im Arrondissement Dole; sein Hauptort (frz.: chef-lieu) war Dampierre. Die landesweiten Änderungen in der Zusammensetzung der Kantone brachten im März 2015 seine Auflösung. Vertreter im conseil général des Départements war zuletzt von 2011 bis 2015 Denis Jeunet.

## Gemeinden
- La Barre
- La Bretenière
- Courtefontaine
- Dampierre
- Étrepigney
- Évans
- Fraisans
- Monteplain
- Orchamps
- Our
- Plumont
- Ranchot
- Rans
- Salans